# Zjum Has
Zym en albanais et Zjum Has en serbe latin (en serbe cyrillique : Зјум Хас) est une localité du Kosovo située dans la commune/municipalité de Prizren et dans le district de Prizren/Prizren. Selon le recensement kosovar de 2011, elle compte 1 782 habitants, tous albanais.
Le village est également connu sous le nom albanais de Zym i Hasit.

## Démographie

### Évolution historique de la population dans la localité
| 1948 | 1953 | 1961  | 1971  | 1981  | 1991  | 2011  |
| ---- | ---- | ----- | ----- | ----- | ----- | ----- |
| 751  | 815  | 1 065 | 1 420 | 1 934 | 2 138 | 1 782 |

|  |